# División de Honor de balonmano 1971-72
La División de Honor de balonmano 1971-72 fue la 14.ª edición de la máxima competición de balonmano de España. Se desarrolló en una fase, que constaba de una liga de catorce equipos enfrentados todos contra todos a doble vuelta. El ganador disputaba la Copa de Europa, el último descendía a Primera División y el undécimo y duodécimo promocionaban. El motivo por el cual solo descendió un equipo directamente fue porque el Vulcano se retiró en la primera vuelta y sus resultados fueron anulados, provocando un descenso directo menos.

## Clasificación
| N. | Equipo              | PJ | PG | PE | PP | PTS |
| 1  | Granollers          | 24 | 20 | 2  | 2  | 42  |
| 2  | Atlético de Madrid  | 24 | 18 | 2  | 4  | 38  |
| 3  | C.F. Barcelona      | 24 | 17 | 1  | 6  | 35  |
| 4  | Marcol Lanas Aragón | 24 | 14 | 2  | 8  | 30  |
| 5  | Obras del Puerto    | 24 | 13 | 2  | 9  | 28  |
| 6  | Anaitasuna          | 24 | 13 | 1  | 10 | 27  |
| 7  | Picadero            | 24 | 13 | 0  | 11 | 26  |
| 8  | Bofarull            | 24 | 11 | 1  | 12 | 23  |
| 9  | Vallehermoso OJE    | 24 | 8  | 2  | 14 | 18  |
| 10 | Sabadell Crilenka   | 24 | 8  | 0  | 16 | 16  |
| 11 | La Salle-La Casera  | 24 | 6  | 1  | 17 | 13  |
| 12 | Bidasoa             | 24 | 4  | 1  | 19 | 9   |
| 13 | Eguía               | 24 | 2  | 3  | 19 | 7   |